# Oreojuncus
Oreojuncus, rod trajnica iz porodice sitovki, dio reda travolike. 
Postoje dvije vrste. Rod je raširen po Europi, Sibiru i dijelovima Sjeverne Amerike. U Hrvatskoj su prisutne obje vrste, to je trocjepi sit, Oreojuncus trifidus (sin. Juncus trifidus) i Oreojuncus monanthos koju FCD vodi pod sinonimnim imenom Juncus trifidus ssp. monanthos (Jacq.) Asch. et Graebn.
Rod je opisan 2013., a do tada su obje vrste uklučivane u Juncus.

## Vrste
1. Oreojuncus trifidus (L.) Záv.Drábk. & Kirschner; trocjepi sit
2. Oreojuncus monanthos (Jacq.) Záv.Drábk. & Kirschner